# Белуджистан (Пакистан)
Белуджиста́н (урду بلوچستان‎, белудж. Балочистан بلوچستان, англ. Balochistan)— пакистанская провинция на территории восточного Белуджистана. Расположена на западе страны на границе с Ираном. Имеет выход к Индийскому океану. Население 7 миллионов человек. Этнический состав: белуджи и пуштуны. Господствующая религия: ислам. Площадь 347 190 км². Административный центр — город Кветта. На юго-западе на берегу Аравийского моря расположен крупнейший морской порт региона — Гвадар.

## География и климат
Белуджистан расположен на юго-восточной окраине Иранского нагорья. Это крупнейшая провинция Пакистана с площадью 347 190 км², что составляет около 44 % от общей площади страны. Плотность населения крайне мала из-за горного рельефа и недостатка воды. На севере провинции расположены Сулеймановы горы, являющиеся границей между Иранским нагорьем и Индийским субконтинентом и препятствующие проникновению влажных воздушных масс с Индийского океана, что формирует засушливый климат на юге Афганистана.
Административный центр Белуджистана — Кветта, находится на севере провинции, вблизи границы с Афганистаном, на дороге в Кандагар. Регион к югу от Кветты — полупустынен, населённые пункты расположены лишь вдоль ручьёв.
Зимы — холодные, особенно в верхней части нагорья, ближе к побережью океана и на равнинах — более мягкие. Лето — жаркое и засушливое, температуры достигают 50 °C. Температурный рекорд: 53 °C, был зафиксирован в Сиби 26 мая 2010 г.

## Население
| 1951      | 1961      | 1972      | 1981      | 1998      | 2011       |
| --------- | --------- | --------- | --------- | --------- | ---------- |
| 1 167 167 | 1 353 484 | 2 428 678 | 4 332 376 | 6 565 885 | 13 162 222 |

По данным переписи 1989 года население Белуджистана составляло 6,6 миллионов человек (около 5 % населения Пакистана). По официальным оценкам на 2005 год, оно составляет 7,8 миллионов человек. Для 54,8 % жителей родным языком является белуджский, для 29,6 % — пушту. Другие языки включают: брауи, синдхи, пенджаби и сирайки. Белуджиязычное население сосредоточено на западе, юге и востоке провинции, говорящее на брагуи — в центральных районах, пуштуязычное — на севере. В провинции проживает большое количество афганских беженцев.
В Белуджистане самый низкий в Пакистане уровень грамотности, всего около 50 %, а в некоторых округах — ниже 35 %.

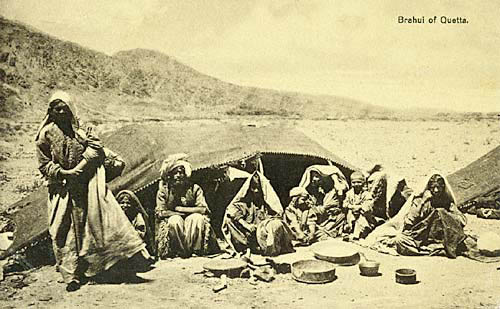
Брагуи в Кветте

## Белуджский сепаратизм

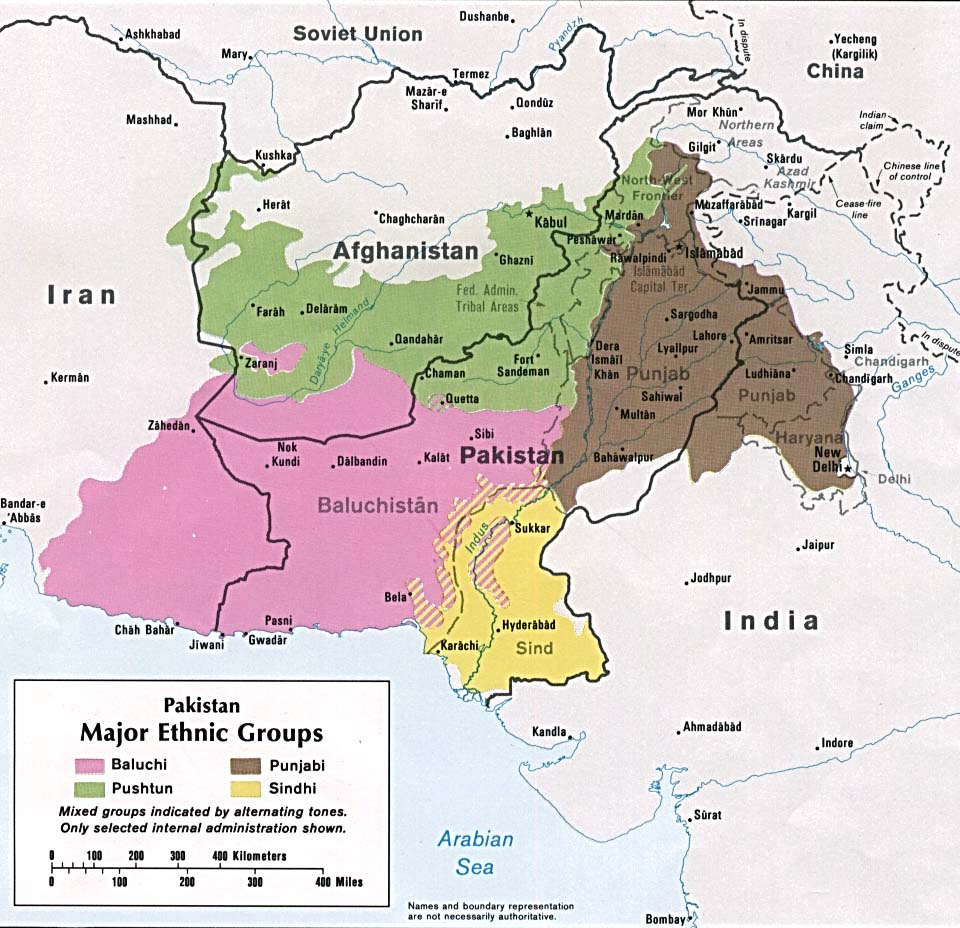
Белуджистан (розовый)

Вооружённый конфликт в Белуджистане начался в 1948 году и продолжается до настоящего времени. Правительствам Ирана и Пакистана противостоят националисты-белуджи, добивающиеся независимости разделённого народа. Из крупнейших военных формирований в Белуджистане действуют Освободительная армия Белуджистана и Джундалла.

## Административное деление

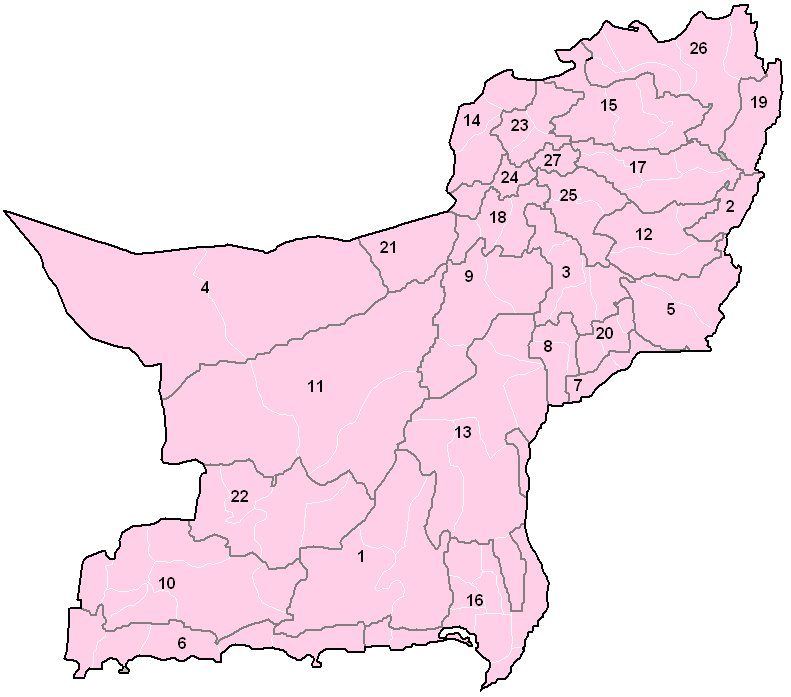

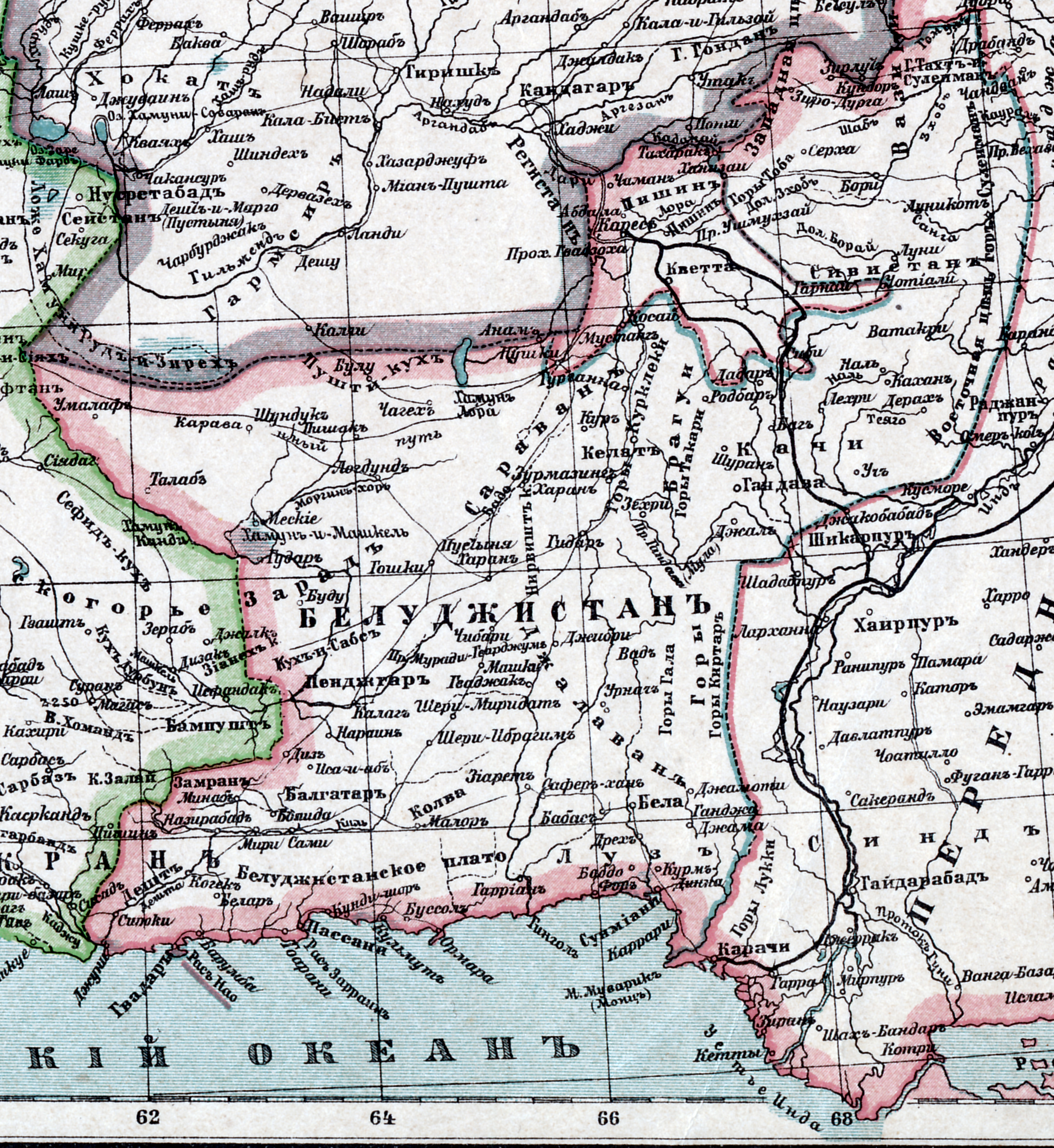
Белуджистан, конец XIX века.

Штат Белуджистан делится на 30 округов.
1. Аваран
2. Бархан
3. Болан
4. Вашук
5. Гвадар
6. Дера-Бугти
7. Джафарабад
8. Джхал-Магси
9. Жоб
10. Зиарат
11. Калат
12. Кеч
13. Кветта
14. Кохлу
15. Кила-Абдулла
16. Килла-Сайфулла
17. Ласбела
18. Лоралай
19. Мастунг
20. Мусахель
21. Насирабад
22. Нушки
23. Панджгур
24. Пишин
25. Сиби
26. Харан
27. Харнай
28. Хуздар
29. Чагай
30. Ширани

## Экономика
С 1973 по 2000 гг. доля Белуджистана в экономике страны колебалась от 3,7 % до 4,9 %, а с 1972 г. выросла в 2,7 раза. Основу экономики составляет добыча природного газа, угля и других полезных ископаемых. Важной частью доходов населения служит животноводство и рыболовство в Аравийском море. Инфраструктура развита весьма слабо.
Несмотря на отсталость экономики, существует ряд проектов развития, один из них — строительство глубоководного порта в городе Гвадар.

## Природные бедствия
- Землетрясение в Белуджистане (1935) — погибло 20 000 человек.
- Землетрясение в Белуджистане (1945) — погибло 4000 человек.
- Наводнение в Белуджистане (2011) — погибло 3 человека.
- Землетрясение в Белуджистане (2013) — погибло не менее 515 человек.
- Землетрясение в Систане и Белуджистане 2013 года — погибло 34 человека.